# Mercedes-Benz OM615
De motor OM615 is met de OM616 een dieselmotor met voorkamerinjectie en vier cilinders in lijn, ontwikkeld en geproduceerd door Mercedes-Benz. De motor is een doorontwikkeling van zijn voorloper de OM621.
Deze motoren werden in personenauto's (W115 en W123), bestelwagens (T1, T2, MB100D) en Unimogs van Mercedes en Hanomag vanaf eind jaren 60 tot eind de jaren 90 in miljoenen aantallen gebouwd. Deze motoren zijn vandaag de dag nog in honderdduizenden exemplaren te vinden.
De OM616 werd gebruikt als basis voor de 5 cilinder-OM617.
Voorganger was de OM621.
Opvolgers zijn de OM601 en OM602.

## OM615

### OM615.940
De OM615.940 was een 2,0 liter (1988cc)-motor met 87 mm boring en 83,6 mm slag. Het vermogen was 55 pk (41 kW) tot 1979 en steeg daarna tot 60 pk (45 kW).

### OM615.941
De OM615.941 was een 2,2 liter (2197 cc)-versie met dezelfde 87 mm boring, maar met een langere 92,4 mm slag. Het vermogen was 60 pk (45 kW).

### Toepassingen
- W115 200 D ("Strich-Acht") 1968−1976 - OM615.940
- W115 220 D ("Strich-Acht") 1968−1976 - OM615.941
- W123 200 D 1976−1984 - OM615.940
- W123 220 D 1976−1980 - OM615.941
- Hanomag-Mercedes "Harburger Transporter" L206D/L306D-Reihe bzw. Hanomag F20−F36-Reihe (bis 1977)
- bestelwagen T1
- bestelwagen T2 (206D & 306D)
- Mercedes Unimog,
- Aandrijvingen voor: 
  - (nood)aggregaten
  - heftrucks
  - scheepsmotoren

## OM616

### OM616.912
De OM616.912 was een 2,4 liter (2404cc)-motor met 65 pk (48 kW) vermogen. In augustus 1978 veranderde de cilinderkopvorm, ook werd de voorverbrandingskamer bijgewerkt. Dientengevolge werd de motorcapaciteit verminderd naar 2399 cc maar het vermogen nam toe tot 72 pk (54 kW).

### Toepassingen
- 65 pk (48 kW) 
  - 1972-1976 W115 240 D ("Strich-Acht")
  - 1976-1979 240D
  - 1976-1979 240D lang
  - 1976-1979 240TD
- 72 pk (54 kW) 
  - 1979-1985 240D
  - 1979-1985 240D lang
  - 1979-1985 240TD
- En in diverse commerciële toepassingen:
  - bestelwagen T1 (207D & 307D)
  - bestelwagen T2
  - MB100D,
  - Mercedes Unimog,
  - aandrijvingen voor: 
    - (nood)aggregaten
    - heftrucks
    - scheepsmotoren

### De OM616 in India
In 1982 ondertekende Tempo Bajaj, nu Force Motors, een deal met Mercedes-Benz om de OM616 Mercedes-motor onder licentie in India te vervaardigen. Deze Mercedesmotor gaf het bedrijf een technologische voorsprong op andere Indiase fabrikanten en leidde tot het succes van verscheidene modellen van Tempo Bajaj. Daarnaast werd de motor nog lang in verschillende andere commerciële voertuigen in India gebouwd. Momenteel assembleert Tempo Bajaj ook de nieuwere motoren van Mercedes en levert ze aan Mercedes-Benz India Ltd. De OM616-motor wordt in varianten met verschillende vermogens geleverd, afhankelijk van het voorgenomen gebruik. Van een versie met 65 pk tot aan de turboversie met 91 pk in de Trax Gurkha (gebaseerd op het Mercedes-BenzG-Klasse-ontwerp).